# Herb gminy Wijewo
Herb gminy Wijewo – symbol gminy Wijewo.

## Wygląd i symbolika
Herb przedstawia na tarczy koloru niebiesko-żółtej szachownicy czerwoną tarczę herbową, a na niej wizerunek białego baranka. 